# 姫宮神社 (宮代町)
姫宮神社（ひめみやじんじゃ）は、埼玉県南埼玉郡宮代町字姫宮の大落古利根川の支流姫宮落川沿いにある神社。旧百間領の総鎮守。祭神は多記理姫命・市杵島姫命・多記津姫命の3柱。武蔵国埼玉郡「宮目神社」の式内社の論社で、旧社格は村社。

## 由緒
天長5年（824年）、桓武天皇の孫「宮目姫」が下総国へ行く際に、当地に立ち寄り、病で亡くなった。
後日、当地を訪れた慈覚大師「円仁」がその話を聞き、「宮目姫」を祀ったことが「姫宮神社」の始まりと伝えられている。
よって、創祀の時期は、円仁」が遣唐使から帰国した承和14年（847年）から死去の貞観6年（864年）間と推察される。

鎮座地の宮代町の町名は、旧百間村の総鎮守「姫宮神社」の「宮」と旧須賀村の総鎮守「身代神社」の「代」が起源となっている。
なお、本殿周辺と本殿東側の八幡社周辺は周囲より2メートルほど小高くなっている。埴輪片が出土したことなどから独立した円墳だったとみられ、一方で前方後円墳だった可能性も残されているが周辺は未調査となっている。
祭神
祭神は宗像三女神の3柱
- 多記理姫命（たきりびめ）
- 市杵島姫命（いちきしまひめ）
- 多記津姫命（たぎつひめ）

## 建物

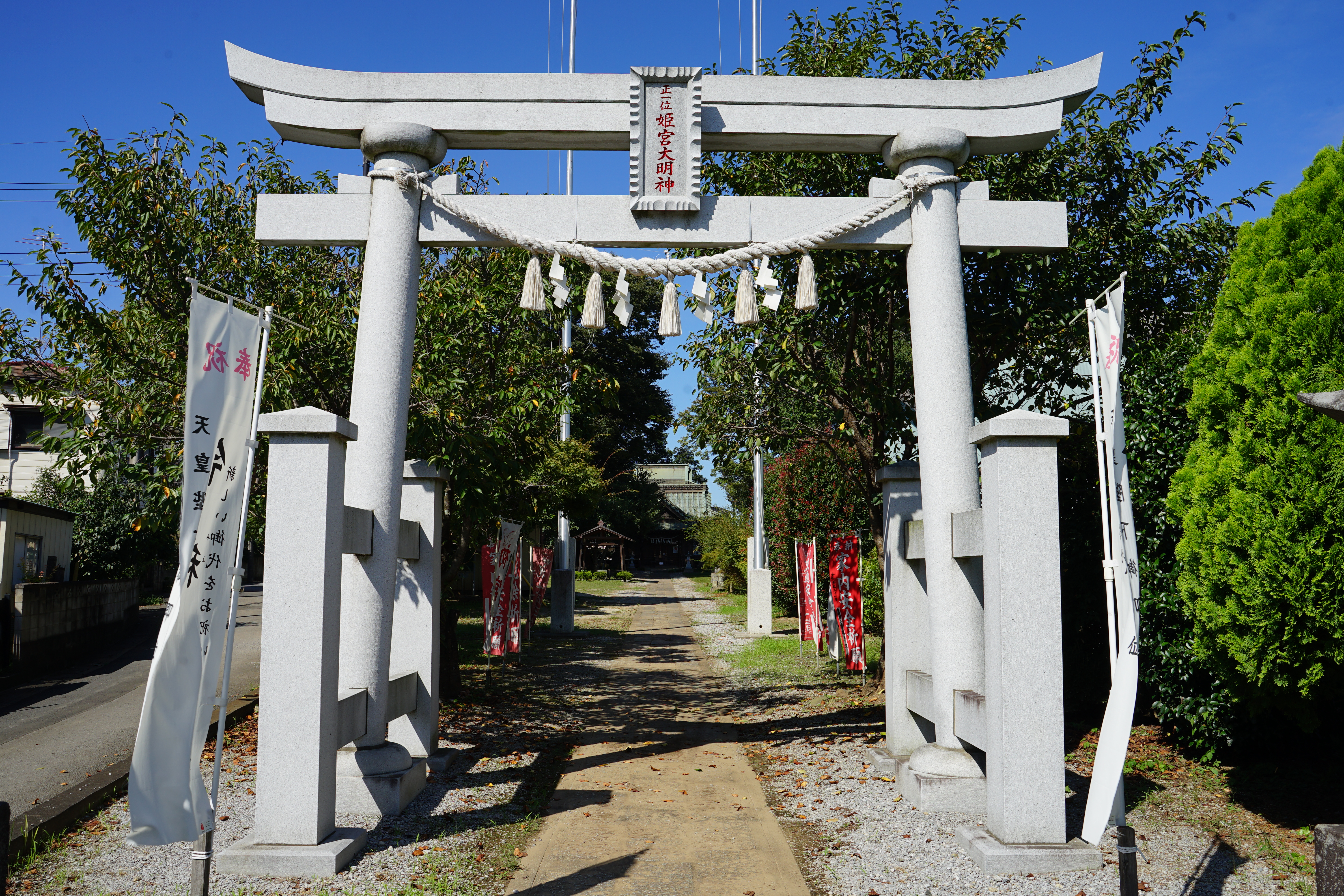
鳥居
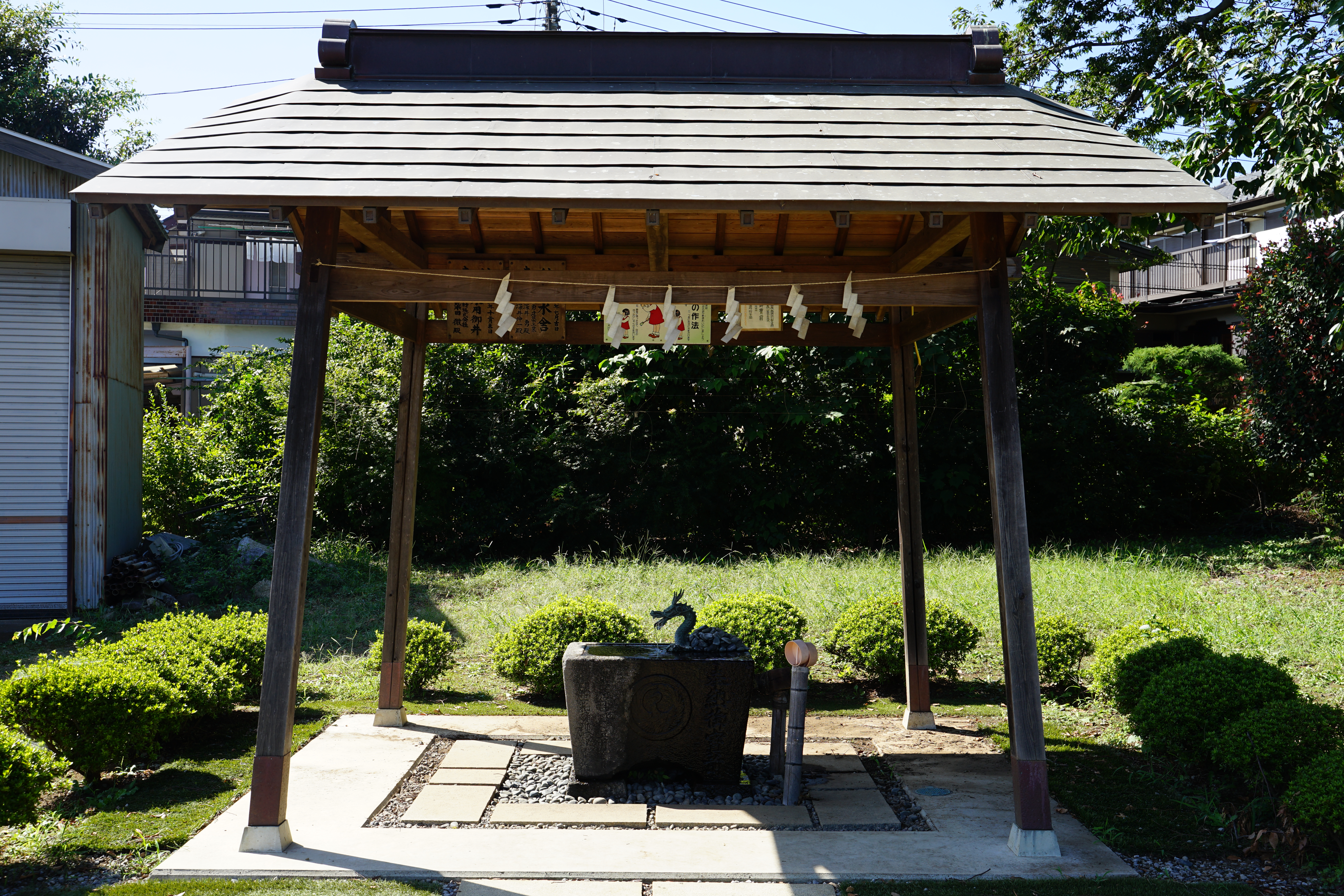
手水舎
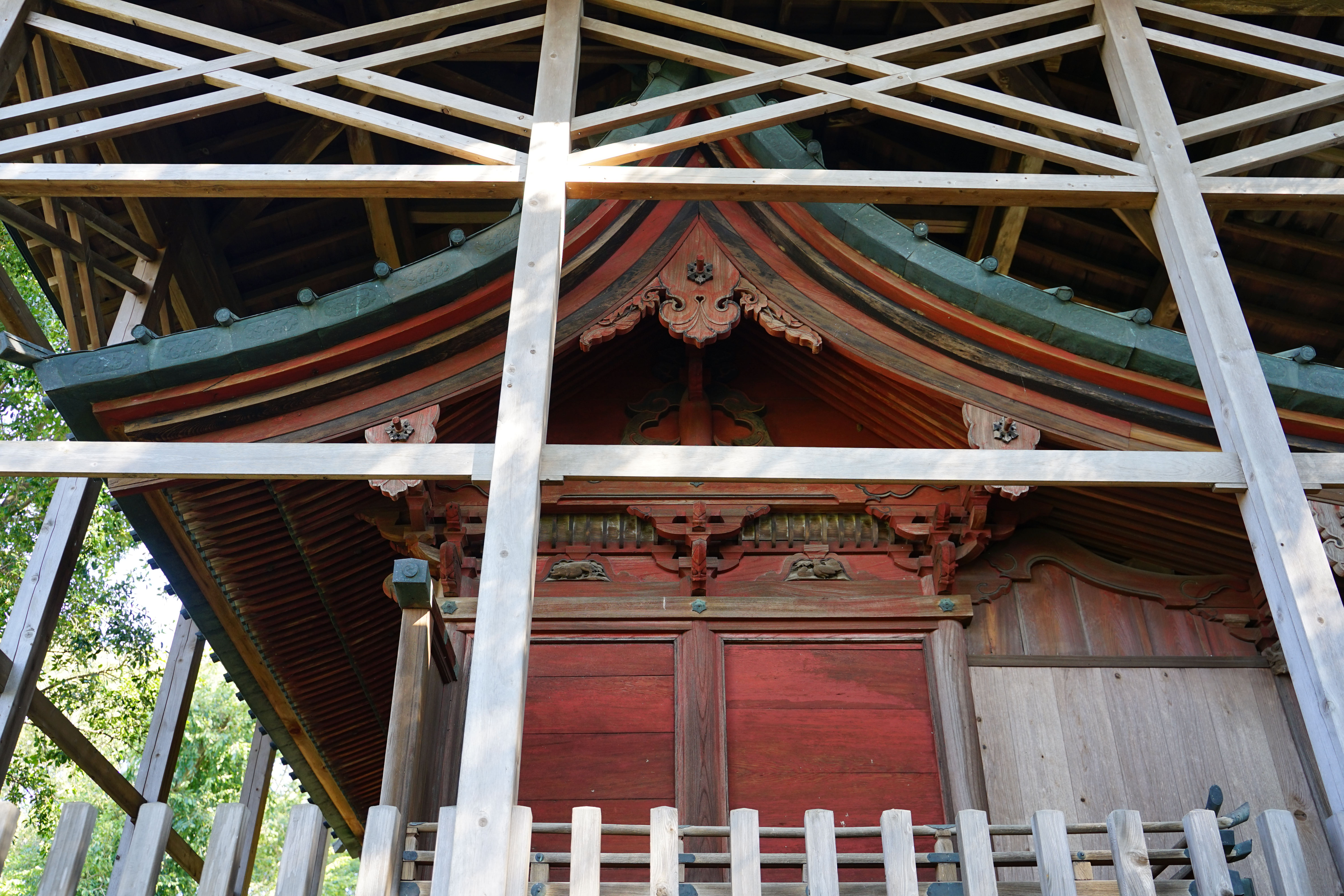
本殿

大正12年の関東大震災で倒壊、大正14年11月に再建。 扁額には、「正一位姫宮大明神」と書かれている。
老朽化のため平成21年に建て替え。
- 手水舎

享保4年（1719年）5月建立（刻印）
- 狛犬

天保12年（1841年）5月建立（刻印）
- 拝殿

文久3年（1863年）に建て替え。 扁額には、「姫宮社」と書かれている。
- 本殿

姫宮神社古墳群上に鎮座。正徳5年（1715年）4月に造営。
本殿の覆屋は、大正12年の関東大震災後の大正14年11月に造営。
本殿の上部には十二支が彫られいる。
- 鳥居
- 手水舎
- 本殿

宮代町の指定文化財
- 鰐口

応永20年（1414年）建立。明治元年の神仏分離令により、姫宮神社からの旧別当寺「宝生院」に移された。
- 絵馬（熊野詣）

現在は、宮代町郷土資料館に移されている。

## 摂末社

稲荷社

香取社と鹿島社の合殿社

八幡神社

三峰社

- 稲荷社

≪祭神≫宇迦之御魂神（うかのみたまのおおかみ）
- 香取社

≪祭神≫経津主神（ふつぬしのおおかみ）
- 鹿島社

≪祭神≫武甕槌神（たけみかづちのおおかみ）
- 天神社

≪祭神≫菅原道真公（すがわらのみちざね）
- 地主社

≪祭神≫大地主神（おおとこぬしのかみ）
宮目姫が地主権現に参拝したと伝えられている。姫宮神社の創祀以前に鎮座。
- 八幡神社

≪祭神≫神功皇后（じんぐうこうごう）、応神天皇（おうじんてんのう）
明治35年（1902年）6月に合祀。姫宮神社古墳群上に鎮座。
元禄年間（1688年～1704年）に造営
本殿の覆屋の棟札は、安政4年（1857年）
- 三峰社

≪祭神≫伊邪那岐大神（いざなぎのおおかみ）、伊邪那美大神（いざなみのおおかみ）
八幡神社の境内社

## 交通
- 東武伊勢崎線（東武スカイツリーライン）姫宮駅から徒歩10分